# 田名部平野
田名部平野（たなぶへいや）は、本州の下北半島にある平野である。西部が青森県むつ市、東部が東通村に属する。

## 地形
斧の形をした下北半島の、刃の付け根部分にある。北に津軽海峡、南に陸奥湾（大湊湾）に面し、東に下北丘陵、西に恐山山地にはさまれる。平野は南北の海岸で広く、内陸で狭い。平野の西半分がむつ市、東半分が東通村である。
田名部平野の大部分は、標高10から300メートルほどの海成段丘（海岸段丘）の台地と、そこに小河川が広げた谷からなっている。中央部を広く占める段丘は、標高15メートルから40メートルの斗南ヶ丘面（あるいはM-1面）で、はじめ内湾、後に海浜平野で堆積した。12万数千年前と推定される。段丘部は畑として利用されるか、針葉樹林になっている。平野のちょうど真ん中に早掛沼がある。
最大の川である田名部川は、下北丘陵から平野の北東部に入り、南西に流れて陸奥湾に注ぐ。河口部の低地を田名部低地という。大部分がむつ市の市街地である。この低地から海岸沿いに南西方向に標高4、5メートルほどの3列の浜堤が並ぶ。浜堤と下北丘陵との間に標高3メートルほどの水田・湿地がある。
海岸は南北とも砂浜が多くを占める。陸奥湾に面した平野の南西端に、大湊港がある。